# Julia Abel-Truchet
Julia Abel-Truchet (Bordeaux, 18 ottobre 1867 – Parigi, 25 aprile 1935) è stata una pittrice francese.

## Biografia
Nata Catherine Marie Julia Regour, era moglie di Louis Abel-Truchet, di cui prese il cognome. Cominciò a dipingere dopo la morte in guerra del marito. Espose a Parigi alla Société nationale des beaux-arts, al Salon d'Automne, di cui divenne membro, e al Salon des Indépendants. Fu pittrice di genere e di soggetti quotidiani.
Un suo dipinto, Femme en bâteau, è conservato al Musée des Beaux-Arts di Reims.